# Mínbar

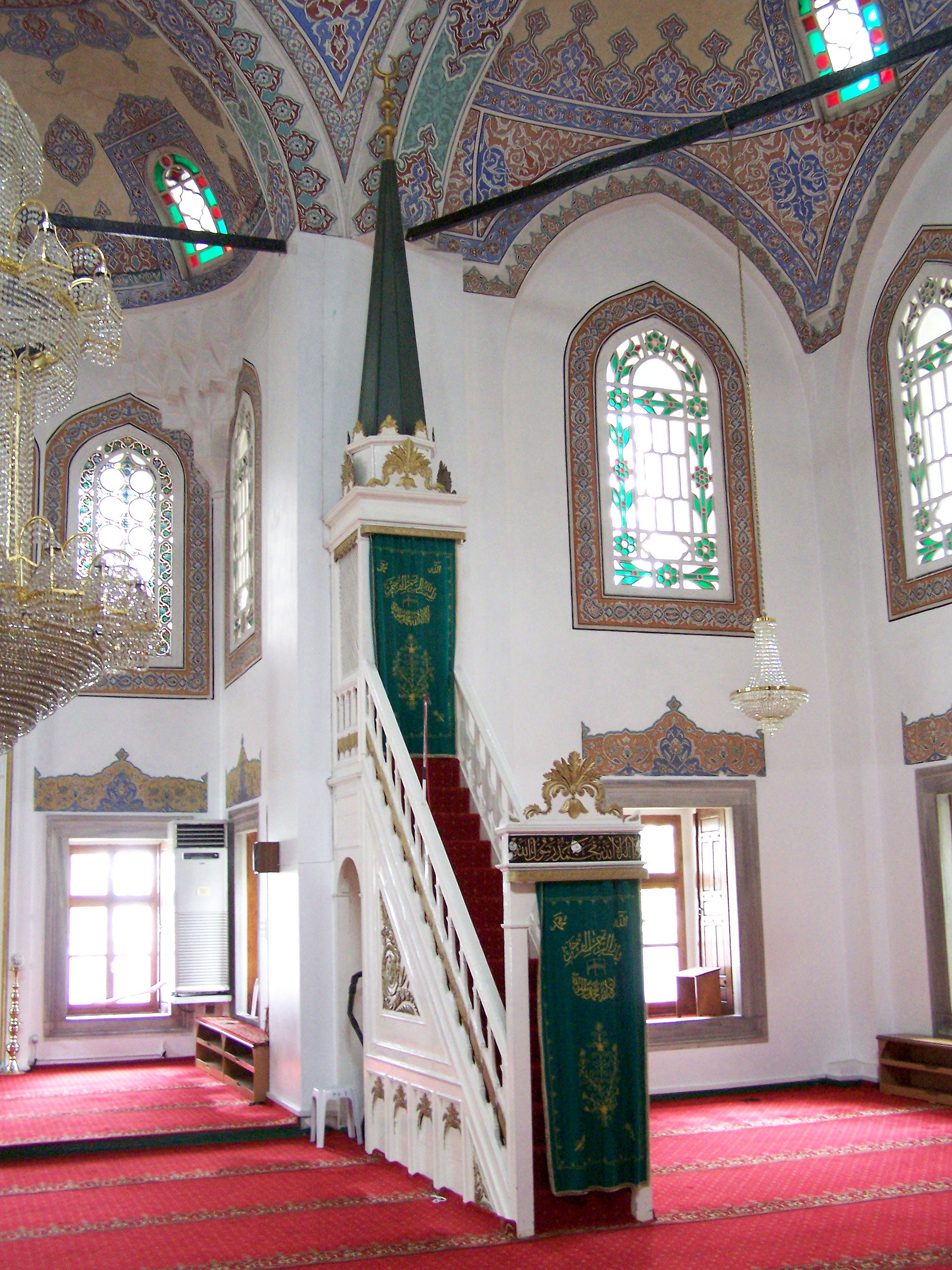
Un exemplar de mínbar a Istanbul.

El mínbar (àrab: منبر, minbar, plural منابر, manābir) és una trona o plataforma elevada emprada a les mesquites, a la qual s'accedeix per unes escales, i des de la qual es fan els anuncis solemnes a la comunitat musulmana o des d'on es pronuncien els sermons. Fou introduït des de l'època del Profeta. El nom probablement derivi de l'arrel nbr ('estar a dalt'). El mínbar més antic del món es troba a la gran mesquita de Kairuan, a Tunísia.